# فشل الدولة (كتاب)
فشل الدولة: القصة الداخلية لمعركة بريطانيا مع فيروس كورونا هو كتاب صُدِرَ في 18 مارس عام 2021 من تأليف جورج أربوثنوت، وجوناثان كالفيرت حول جائحة كوفيد-19 في المملكة المتحدة . الكتاب مقتبس من تقرير كالفيرت وأربوثنوت عن الوباء لصحيفة صنداي تايمز . ويركز على استجابات الحكومة البريطانية والخدمات الصحية الوطنية لظهور الوباء. و يروي القرارات السياسية غير العادية التي اتخذتها حكومة بوريس جونسون أثناء الوباء العالمي.

## المحتوى
يغطي كتاب "فشل الدولة" في جائحة كوفيد-19 في المملكة المتحدة واستجابة الحكومة البريطانية منذ بداية الوباء في يناير 2020 حتى أوائل عام 2021، و القرارات السياسية غير عادية التي اتخذتها الحكومة و التي ادت لانزلاقها لكارثة و محاولة تسترها. يبدأ بالتفشي الأولي في البر الرئيسي للصين ، متهمًا الحكومة الصينية بالتستر على تفشي المرض، و يعرب أيضًا عن تأييده لنظرية تسرب الفيروس من المختبر . ويشير إلى أن الحكومة البريطانية قللت من خطر الفيروس في أوائل عام 2020، ولم تستعد بشكل كافٍ واستجابت ببطء لتفشي المرض، مما أدى إلى نقص معدات الوقاية الشخصية وربط الاستجابة البطيئة بارتفاع عدد الوفيات مقارنة بالدول الأخرى. وينتقد الكتاب بشكل خاص قيادة رئيس الوزراء بوريس جونسون خلال الأزمة. ويتضمن ذلك عدم حضوره خمس جلسات إحاطة حول للجنة تقييم المخاطر خلال أوائل عام 2020، ويشير إلى أنه وآخرين في الحكومة كانوا منشغلين بخروج بريطانيا من الاتحاد الأوروبي في أوائل عام 2020. و كما يستكشف الضغط الذي أحدثه الوباء على هيئة الخدمات الصحية الوطنية ونظام الرعاية الصحية في بريطانيا. كما يتهمون الحكومة بالتضليل في ردها على تقارير المؤلفين أثناء الوباء.

## الإستقبال
وصف الكاتب جوناثان فريدلاند في صحيفة الغارديان الكتاب بأنه "تقييم قاس" لطريقة تعامل الحكومة مع الوباء و"هذا هو الكتاب الذي يجب رميه على أولئك الذين كان من المفترض أن يحموا الجمهور البريطاني وفشلوا في أداء واجبهم". حيث عانت بريطانيا من أعلى معدل وفيات في أوروبا، و ركود اقتصادي الأكثر تدميرًا من أي دولة أخرى في مجموعة الدول السبع.
وصفتها كريستينا باترسون في صحيفة التايمز الكتاب بأنه "قراءةمؤثرة ومدمرة" و"قطعة من الصحافة الاستقصائية من الدرجة الأولى"، على الرغم من من الإشارة في بعض الأحيان أن "تعثر النغمة" .  في مجلة The Scotsman ، أشادت إلسا مايشمان بصحافة المؤلف وأبحاثه، واختتمت قائلة "إنه ليس كتابًا يُقرأ بسلام قبل النوم، لكنه ليس كتابًا يجب تفويته". كما قام وزير الصحة السابق آلان جونسون باستعراض مراجعة كتاب "فشل الدولة" في صحيفة الأوبزرفر . ككتاب الاسبوع.